# Oleg Borissowitsch Golubizki
Oleg Borissowitsch Golubizki (russisch Олег Борисович Голубицкий; * 7. Juni 1923 in Moskau; † 7. September 1995 ebenda) war ein sowjetischer bzw. russischer Theater- und Film-Schauspieler sowie Synchronsprecher.

## Herkunft und Laufbahn
Oleg Golubizki war der Sohn der Hausfrau Xenia Pawlowna (1892–1970) und des Militärangehörigen Boris Sergejewitsch Golubizki (1888–1960). Er besuchte ab 1930 die 57. Schule des Kiewer Rajons in seiner Geburtsstadt. Nach dem Ausbruch des Deutsch-Sowjetischen Krieges meldete sich Golubizki am 3. Juli 1941 freiwillig zur Front und wurde für die 21. Infanteriedivision der Volksmiliz seines Heimatrajons verpflichtet. Er nahm an den Schlachten von Kirow, Odojew und Tula teil und erlitt am 11. November 1941 eine Gehirnerschütterung. Daraufhin wurde der 18-Jährige aus dem Militärdienst entlassen und zog zu seinem Vater, der zum damaligen Zeitpunkt für den NKWD im Eisenbahnbau beschäftigt war. Oleg begann eine Lehre zum technischen Zeichner in einer Fabrik, wurde aber am 23. Juli 1943 erneut für wehrfähig erklärt und auf die Infanterieschule in Weliki Ustjug geschickt. Nach rund drei Monaten folgte die zweite Demobilisierung und bis September 1944 konnte Golubizki seine Ausbildung fortsetzen. Danach kehrte er nach Moskau zurück und immatrikulierte sich am Staatlichen All-Unions-Institut für Kinematographie. Hier war Juli Raisman sein Lehrer. Nach dem Abschluss im Jahr 1949 wurde Golubizki vom Staatstheater der Kinodarsteller verpflichtet und war dort bis zum Renteneintritt 1990 beschäftigt. Er trat in Werken russischsprachiger wie auch ausländischer Autoren wie Branislav Nušić auf.
Sein Filmdebüt gab Golubizki 1950 in Die Kumpels von Donbass. Der dunkelhaarige Mime spielte über 40 Jahre hinweg in mehr als 80 Werken, darunter auch in internationalen Produktionen wie Der Sieg (1984), in der er Clement Attlee porträtierte. Golubizki war häufig als Militärangehöriger oder Milizionär zu sehen, trat aber z. B. auch in dem Sportfilm Жребий (Schrebi) (1974) oder in der Serie Фитиль (Fitil, 1992) auf. Seine einzigen Hauptrollen gab er in dem Fernsehfilm Пограничная тишина (Pogranitschnaja tischina, 1963), dem TV-Mehrteiler Подросток (Podrostok, 1983) sowie Boris Ryzarews Der Lehrling des Medicus (1984). Letztmals war Golubizki in Чёрный клоун (Tschjorny kloun, 1994) zu sehen.
Das Hauptaugenmerk in Golubizkis Schaffen liegt jedoch in seiner Tätigkeit als Synchronsprecher, die mehr als 250 Filme aus Staaten Europas, Asiens und Lateinamerikas umfasste und in denen er häufig Hauptrollen sprach.

## Privates und Ehrungen
Golubizki galt als geselliger Mensch und hatte einen großen Freundeskreis. In seiner Freizeit schnitzte er gern Holzfiguren.
1949 heiratete der Darsteller seine Kollegin Serafima Wassiljewna Cholina (1923–2021), die er während seines Studiums kennengelernt hatte. Die gemeinsame Tochter Ljudmila arbeitete als Ministerialangestellte.
Golubizki wurde am 6. April 1985 mit dem Orden des Vaterländischen Krieges II. Klasse ausgezeichnet. Seit dem 27. Juni 1988 trug er den Titel Verdienter Künstler der RSFSR.
Er litt an einer chronischen Herzschwäche, die ihn oftmals zwang, Rollenangebote abzulehnen. 1995 erlitt der 72-Jährige einen Herzinfarkt und wurde ins Krankenhaus gebracht. Dort kollabierte Golubizki am 7. September, als er das Fenster des Krankenzimmers schließen wollte. Er wurde neben seinem Vater auf dem Wwedenskoje-Friedhof beigesetzt.

## Theaterarbeit (Auswahl)
- Нахлебник (Nachlebnik) – von Iwan Turgenew
- Софья Ковалевская (Sofja Kowalewskaja) – von Leonid Dawidowitsch Tur und Pjotr Lwowitsch Tur
- Флаг адмирала (Flag admirala) – von Alexander Petrowitsch Stein
- Armut ist kein Laster (Bednostʹ ne porok) – von Alexander Ostrowski
- Раки (Raki) – von Sergei Michalkow
- Красное и чёрное (Krasnoje i tschjornoje) – nach Stendhals Roman Rot und Schwarz
- Отчаяние (Ottschajanije) – von Wjatscheslaw Semjonowitsch Spesiwzew

## Filmografie (Auswahl)

### Darsteller
- 1950: Die Kumpels von Donbass (Donezkije schachtjory)
- 1951: Gesprengte Fesseln (Taras Schewtschenko)
- 1956: Der Mord in der Dantestraße (Ubijstwo na ulize Dante)
- 1957: Wie der Stahl gehärtet wurde (Pawel Kortschagin)
- 1959: Sterne im Mai (Májové hvézdy)
- 1959: Der Leidensweg – Trüber Morgen (Choschdenije po mukam – Chmuroje utro)
- 1960: Auferstehung (Woskresenije)
- 1961: Fünf Tage – Fünf Nächte
- 1962: Ungestüme Reise (Moi mladschi brat)
- 1967: Deckname Saturn (Put w Saturn)
- 1969: Die Brüder Karamasow (Bratja Karamasowy)
- 1969: Der Fall Boris Sawinkow (Krach)
- 1970: Der Direktor (Direktor)
- 1972: Kampf nach dem Sieg (Boi posle pobedy …)
- 1976: Ein Milizkommissar erzählt (Roschdennaja rewoljuzijei) (Fernsehfilmreihe)
- 1976: Leben und Tod des Ferdinand Luce (Schisn i smert Ferdinanda Ljusa) (Fernsehfilmreihe)
- 1984: Der Lehrling des Medicus (Utschenik lekarja)
- 1984: Der unsichtbare Mensch (Tschelowek-newidimka)
- 1985: Der Sieg (Pobeda)
- 1986: Das Schiff der Außerirdischen (Korabl prischelzew)
- 1986: Im Alleingang (Odinotschnoje plawanije)

### Synchronsprecher
- 1938: Hafen im Nebel (Le Quai des brumes)
- 1939: Gullivers Reisen (Gulliver’s Travels) (Zeichentrickfilm)
- 1947: Zwei in Paris (Antoine et Antoinette) – für Pierre Trabaud
- 1948: Brief einer Unbekannten (Letter from an Unknown Woman) – für John Good
- 1949: Orpheus (Orphée) – für Henri Crémieux
- 1950: Der Fischer von Louisiana (The Toast of New Orleans) – für James Mitchell
- 1951: Treffpunkt Paris (Ils étaient cinq) – für André Versini
- 1951: Bellissima – für Walter Chiari
- 1952: Fanfan, der Husar (Fanfan la Tulipe) – für Jean-Marc Tennberg
- 1952: Rampenlicht (Limelight)
- 1952: Scaramouche, der galante Marquis (Scaramouche) – für Mel Ferrer
- 1953: Urlaub mit Engel (Dovolená s Andelem)
- 1954: Sein größter Bluff (The Million Pound Note) – für Bryan Forbes
- 1954: Der Graf von Monte Christo (Le comte de Monte-Cristo) – für Daniel Cauchy
- 1954: Frl. Nitouche (Mam’zelle Nitouche) – für François Guérin
- 1954: Die Fahrten des Odysseus (Ulisse)
- 1954: French Can Can (French Cancan) – für Jaque Catelain
- 1955: Das große Manöver (Les grandes manœuvres) – für Gérard Philipe
- 1956: Der große Verführer (Don Juan)
- 1957: Mother India
- 1957: Die zwölf Geschworenen (1957) (12 Angry Men) – für Martin Balsam
- 1957: Um Mitternacht (Éjfélkor) – für István Rozsos
- 1957: Wilde Erdbeeren (Smultronstället)
- 1958: Straße der Leidenschaft (Cesta dugna godinu dana) – für Ivica Pajer
- 1958: Fisch oder Fleisch (Ni vu, ni connu) – für Claude Rich
- 1958: H-8 (H-8…)
- 1958: Die eiserne Blume (Vasvirág)
- 1958: Die Elenden (1958) (Les Misérables) – für Giani Esposito
- 1958: Der Tag und die Nacht (Le Miroir à deux faces) – für Pierre Brice
- 1959: Attentat (Zamach) – für Tadeusz Łomnicki
- 1959: Der Tod im Sattel (Smrt v sedle) – für Rudolf Jelínek
- 1959: Babette zieht in den Krieg (Babette s’en va-t-en guerre) – für Jacques Charrier
- 1959: Traumlose Jahre (Álmatlan évek) – für Ferenc Zenthe
- 1959: Traumrevue – für Teddy Reno
- 1959: Seilergasse 8 – für Dieter Perlwitz
- 1959: Tapferkeitskreuz (Krzyż Walecznych) – für Adolf Chronicki
- 1959: Das Feuerzeug – für Rolf Ludwig
- 1959: 41 Grad Liebe (Carry On Nurse) – für Kenneth Williams
- 1960: Der schweigende Stern – für Tang Hua-Ta
- 1960: Der Moorhund – für Klaus Urban
- 1960: Die glorreichen Sieben (The Magnificent Seven) – für Horst Buchholz
- 1960: Das höhere Prinzip (Vyšší princip) – für Karel Pavlík
- 1960: Das Leben beginnt – für Rolf Ludwig
- 1960: Die Kreuzritter (Krzyżacy)
- 1960: Soldaten in Uniform (Soldați fără uniformă)
- 1960: Das schielende Glück (Zezowate szczęście) – für Roman Polanski
- 1960: Flugplatz gesperrt (Letiště nepřijímá) – für Irena Kacírková
- 1960: Die heute über 40 sind – für Lisa Macheiner
- 1961: Fesseln (Pouta) – für Blanka Bohdanová
- 1961: Sein großer Freund (Odwiedziny prezydenta) – für Malgorzata Lorentowicz
- 1961: Frühlingsgewitter (Jarní povětří) – für Ivan Mistrík
- 1961: Schweigende Spuren (Milczace slady) – für Lech Wojciechowski
- 1961: K.u.K. Militärmusik (Katonazene)
- 1961: Das rote Frauenbataillon (Hong se niang zi jun)
- 1961: Haus ohne Sonne (Kde řeky mají slunce) – für Karel Hlušička
- 1961: Die drei Musketiere (Les trois mousquetaires) – für Jacques Toja
- 1962: Baron Münchhausen (Baron Prášil)
- 1962: Zwei Herren 'N' (Dwaj panowie N)
- 1962: Postlagernd (Post restant) – für Ion Dichiseanu
- 1962: Fünfzig Stufen zur Gerechtigkeit (O Pagador de Promessas)
- 1962: Das indiskrete Zimmer (The L-Shaped Room) – für Mark Eden
- 1963: Der Mörder und das Mädchen (Zbrodniarz i panna) – für Edmund Fetting
- 1963: Cleopatra – für Hume Cronyn
- 1963: Tod eines Taxifahrers (Ostanti kurs) – für Emil Karewicz
- 1963: Bettgelächter (A Stitch in Time) – für Johnny Briggs
- 1963: Fahndung bei Nacht (Inspektort i noschtschta) – Iskra Hadzhieva
- 1964: Schürzenjäger in Not (Özvegy menyasszonyok)
- 1964: …und wenn wir gemeinsam gehen (Hvězda zvaná Pelyněk)
- 1964: Eine Frau für den Australier (Zona dla australijczyka) – für Wiesław Gołas
- 1964: Ein toller Bobby, dieser Flic (Allez France!) – Robert Dhéry
- 1964: Begegnung mit einem Spion (Spotkanie ze szpiegiem) – für Stanislaw Niwinski
- 1964: Das Gesetz und die Faust (Prawo i pięść) – für Zbigniew Dobrzynski
- 1964: Wie geht’s, junger Mann? (Hogy állunk, Fiatalember?) – für Gábor Agárdi
- 1964: Limonaden-Joe (Limonádový Joe aneb Koňská opera) – für Karel Fiala
- 1964: Old Surehand 1. Teil – für Mario Girotti
- 1965: Der Gendarm vom Broadway (Le Gendarme à New York) – für Guy Grosso
- 1965: Lots Weib – für Rolf Römer
- 1965: König Drosselbart
- 1965: Die Festung fällt, die Liebe lebt (Les Fêtes galantes) – für Jean-Pierre Cassel
- 1965: Scharfe Sachen für Monsieur (Le corniaud) – für Jean Droze
- 1965: Ich habe sie gut gekannt (Io la conoscevo bene) – für Jean-Claude Brialy
- 1966: Der Sturm bricht los (Nổi gió)
- 1966: Maria und Napoleon (Marysia i Napoleon) – für Bogumił Kobiela
- 1966: Ein Mann wird gejagt (The Chase) – für Robert Duvall
- 1966: Faust XX – für Jorj Voicu
- 1967: Wo ist der dritte König? (Gdzie jest trzeci król?) – für Andrzej Łapicki
- 1967: Die Mädchen von Rochefort (Les Demoiselles de Rochefort)
- 1967: Der Mörder hinterläßt Spuren (Morderca zostawia ślad) – für Jerzy Kaczmarek
- 1967: Tod hinter dem Bühnenvorhang (Smrt za oponou) – für
- 1967: Die Morgenstunde eines braven Jungen (Diminețile unui băiat cuminte) – für Ion Caramitru
- 1967: Bonnie und Clyde (Bonnie and Clyde) – für Ken Mayer und Patrick Cranshaw
- 1967: Die blutige mazedonische Hochzeit (Makedonska krvava svadba)
- 1967: Ein Mann zuviel (Un homme de trop)
- 1967: Oscar – für Claude Rich
- 1967: Der Kundschafter (Silnyje duchom) – für Anatoli Wladimirowitsch Romaschin
- 1967: Chingachgook, die große Schlange – für Karl Zugowski
- 1967: Schritte im Nebel (Koraci kroz magle)
- 1967: Der Major und der Tod (Maiorul şi moartea) – für Gheorghe Dinică
- 1968: Spur des Falken – für Holger Mahlich
- 1968: Roter Sand (Krasnyje peski)
- 1968: Die Puppe (Lalka) – für Wiesław Gołas
- 1968: Balduin der Trockenschwimmer (Le Petit Baigneur) – für Robert Dhéry
- 1968: Wir lassen uns scheiden
- 1968: Mit Pistolen fängt man keine Männer (La ragazza con la pistola)
- 1968: Leben, Liebe und Tod des Obersten Wolodyjowski (Pan Wołodyjowski) – für Jan Nowicki
- 1969: Wer öffnet die Tür? (Cine va deschide ușa?)
- 1969: Alles zu verkaufen (Wszystko na sprzedaż) – für Bogumił Kobiela
- 1969: Nur Pferden gibt man den Gnadenschuß (They Shoot Horses, Don’t They?)
- 1969: Die Lederstrumpferzählungen – für Gilbert Normand
- 1969: Der Meisterverbrecher (Az alvilág professzora) – für Péter Huszti
- 1969: Der Mann mit der Zweizimmerwohnung (Czlowiek z M-3) – für Bogumił Kobiela
- 1970: Waldbande (Vyrų vasara) – für Povilas Stankus
- 1970: Der Mörder sitzt im Wembley-Stadion
- 1971: Der Clan, der seine Feinde lebendig einmauert (Confessione di un commissario di polizia al procuratore della repubblica)
- 1971: Goya – für Arno Wyzniewski
- 1971: Frauen im Abseits (Ženy v ofsajdu) – für Lubomír Lipský
- 1971: Stein auf Stein (Akmuo ant akmens) – für Juozas Rygertas
- 1971: Osceola – für Kurt Kachlicki
- 1971: Der Mörder ist im Haus (A gyilkos a házban van)
- 1971: Prinz Bajaja (Princ Bajaja) – für Jiří Ptáčník
- 1972: Das späte Mädchen (La Vieille fille) – für Albert Simono
- 1972: Laufe, damit man dich erwischt (Fuss, hogy utolérjenek!)
- 1972: Leichensache Zernik – für Franz Viehmann
- 1972: Ein toller Bluff (Il était une fois un flic) – für Jean-Jacques Moreau
- 1972: Das Geheimnis des großen Erzählers (Tajemství velikeho vypravece)
- 1972: Tecumseh – für Rolf Römer
- 1972: Mit reinen Händen (Cu mîinile curate)
- 1973: Explosion (Explozia) – für Radu Beligan
- 1973: Endstation Schafott (Deux hommes dans la ville)
- 1973: Zanjeer – für Iftekhar
- 1973: Major Hubal (Hubal)
- 1973: Berührung mit der Vergangenheit (Pieskāriens)
- 1973: Die Ermordung Matteotis (Il delitto Matteotti) – für Pietro Biondi
- 1974: Feuerschein über der Drawa (Sarewo nad drawa)
- 1974: Die tollen Charlots: Wir viere sind die Musketiere (Les Quatre Charlots mousquetaires)
- 1974: Wir waren so verliebt (C’eravamo tanto amati)
- 1974: Die tollen Charlots: Die Trottel von der 3. Kompanie (Les bidasses s’en vont-en-guerre)
- 1974: Die Antwort kennt nur der Wind
- 1974: Die Nacht auf dem Revier (Deps)
- 1975: Passen wir zusammen, Liebling? (Hodíme se k sobe, milácku…?)
- 1975: Charkov – Nur der Tod bleibt Sieger (Sokolowo)
- 1975: Es regnet über Santiago (Il pleut sur Santiago) – für John Abbey
- 1975: Monsieur Dupont (Dupont Lajoie)
- 1976: Bluff (Bluff storia di truffe e di imbroglioni)
- 1976: Zirkus im Zirkus (Cirkus v cirkuse) – für Lubomír Lipský
- 1976: Der Brünette erscheint am Abend (Brunet wieczorową porą)
- 1976: Die Verurteilung (Osânda) – für Emmerich Schäffer
- 1976: Und morgen wird ein Ding gedreht (Harry and Walter Go to New York)
- 1976: Lauf mir nach, daß ich Dich fange (Cours après moi que je t’attrape) – für Daniel Prévost
- 1976: Das Spielzeug (Le Jouet)
- 1976: Marek, reich mir die Feder! (Marečku, podejte mi pero!)
- 1976: Das fünfte Siegel (Az ötödik pecsét) – für István Dégi
- 1976: Die eiserne Faust (Pintea)
- 1977: Wie wär’s mit Spinat? (Což takhle dát si špenát) – für Juraj Herz
- 1977: Unternehmen Capricorn (Capricorn One)
- 1977: Ratscha, meine Liebe (Racha, chemi sikvaruli) – für Guram Lortkipanidse
- 1977–1980: Begegnung mit der Liebe (Lude godine)
- 1979: Louis’ unheimliche Begegnung mit den Außerirdischen (Le Gendarme et les extra-terrestres) – für Michel Modo
- 1979: Der Windhund (Flic ou Voyou) – für Marc Lamole
- 1979: … und Gerechtigkeit für alle (…And Justice for All) – für Dominic Chianese
- 1979: Das Concorde Inferno (Concorde Affaire '79) – für Venantino Venantini
- 1980: Das Todesurteil – eine polnische Passion (Wyrok śmierci) – für Jerzy Bonczak
- 1980: Teheran 43 (Tegeran-43) – für Igor Klass
- 1980: Der lange Tod des Stuntman Cameron (The Stunt Man) – für Allen Garfield
- 1981: Eine schwarze Robe für den Mörder (Une robe noire pour un tueur)
- 1981: Das Duell (Duelul) – für George Mihăiță
- 1981: Liebe, Liebe – Aber verlier den Kopf nicht (Ljubi, ljubi, al glavu ne gubi) – für Marko Todorović
- 1981: Drei Tage heißer Sommer (Tri dnja snoinogo leta) – für Abrek Pchaladse
- 1982: Der Kupferstecher (Znachor)
- 1982: Das As der Asse (L'As des as)
- 1982: Gandhi
- 1982: Operation Silberfuchs (Srotschno… Sekretno… Gubtscheka) – für Georgi Alexandrowitsch Jumatow
- 1983: Ticket ins Chaos (Banzaï) – für Didier Kaminka
- 1983: Der Außenseiter (Le Marginal) – für Michel Robin
- 1984: Ab in den Knast (Tutti dentro)
- 1984: Pizza Connection
- 1984: Die Günstlinge des Mondes (Les favoris de la lune)
- 1985: Legende von der Liebe (Legenda o ljubwi) – für Pran Sikand
- 1985: Die Ehre der Prizzis (Prizzi’s Honor) – für Robert Loggia
- 1986: Lady Jane – Königin für neun Tage (Lady Jane) – für Matthew Guinness
- 1986: F/X – Tödliche Tricks (F/X)
- 1987: Blind Date – Verabredung mit einer Unbekannten (Blind Date) – für William Daniels
- 1988: Das Todesspiel (The Dead Pool)
- 1988: Zwei hinreißend verdorbene Schurken (Dirty Rotten Scoundrels)
- 1989: Gleaming Heart – Rebellen auf Skateboards (Gleaming the Cube)
- 1990: Gauner gegen Gauner (Ripoux contre ripoux) – für Alain Mottet
- 1990: Blue Heat – Einsame Zeit für Helden (The Last of the Finest)
- 1991: Ein Hund namens Beethoven (Beethoven)
- 1991: Hot Shots! – Die Mutter aller Filme (Hot Shots!)
- 1993: Auf der Flucht (The Fugitive)
- 1993: Die Besucher (Les visiteurs)